# Mirollia compressa
Mirollia compressa är en insektsart som beskrevs av Sigfrid Ingrisch och Shishodia 2000. Mirollia compressa ingår i släktet Mirollia och familjen vårtbitare. Inga underarter finns listade i Catalogue of Life.